# Ibn Idhari
Ibn Idhari (ابن عذاري en arabe) est un écrivain et historien marocain du Maghreb et de l'Espagne maure. Il naît à une date inconnue et vit à Marrakech au Maroc (d'où son appellation de ibn Idhāri al-Marrākushi) entre le XIIIe et le XIVe siècle, dans une famille d'origine andalouse.
Son nom complet  est Abū al-Abbas Ahmad ibn Muhammad ibn Idhāri al-Marrākushi (arabe : أبو العباس أحمد ابن عذاري المراكشي), mais il est essentiellement connu sous le nom Ibn Idhari Al Marrakuchi, traduction de l'appellation traditionnelle espagnole médiévale, Aben Adarí de Marruecos (Marruecos vient d'une déformation de Marrakech).
Bien que cité comme référence dans de nombreux ouvrages historiques, nous savons peu de chose sur la vie de cet historien, et les sources le concernant sont rares.
Ibn Idhari fut l'auteur d'un texte de référence sur l'histoire du Maghreb et l'Espagne maure écrit en 1312, intitulé Al-Bayan Al-Mughrib (arabe : البيان المغرب) ou parfois uniquement Al-Bayan mais dont le titre complet est : Kitāb al-bayān al-mughrib fī ākhbār mulūk al-andalus wa'l-maghrib.
Ses écrits considérés comme des informations historiques contemporaines sont uniques, même si certaines parties restent à ce jour perdues.

## Œuvres
Son livre Kitāb al-bayān al-mughrib fī ākhbār mulūk al-andalus wa'l-maghrib (publié en 1848 en français sous le nom « Histoire de l'Afrique du Nord et de l'Espagne intitulée Kitab al bayan al mugrib »).
Son œuvre comporte trois parties :
- Histoire du Maghreb entre le début de conquête islamique jusqu'au XIIe siècle.
- Histoire des royaumes andalous entre le début de conquête islamique jusqu'au XIIe siècle.
- Histoire des Almoravides et des Almohades.

Bien que les textes des deux premières parties fussent connues de longue date, la troisième partie ne fut mise à jour qu'au début du XXe siècle. Cette dernière partie est incomplète, manquent entre autres les pages de début et de fin, en raison des dommages subis par l'ouvrage. Néanmoins, les fragments retrouvés ont apporté d'importantes informations.
Les deux premières parties ont été publiées au XIXe siècle par Reinhart Dozy. Une seconde édition revue et corrigée de ces parties fut publiée en 1948 par Lévi-Provençal.
En 1983, Ihsan Abbas les publia en incorporant la troisième partie incomplète.
Ses œuvres furent traduites : 
- En français, en 1901 par Fagnan sur la base des textes édités par Dozy, traduction critiquée par certains du fait de son manque de fidélité au texte original en arabe.
- En espagnol, la traduction la plus reconnue étant celle de Ambrosio Huici Miranda.